# Printemps des peuples

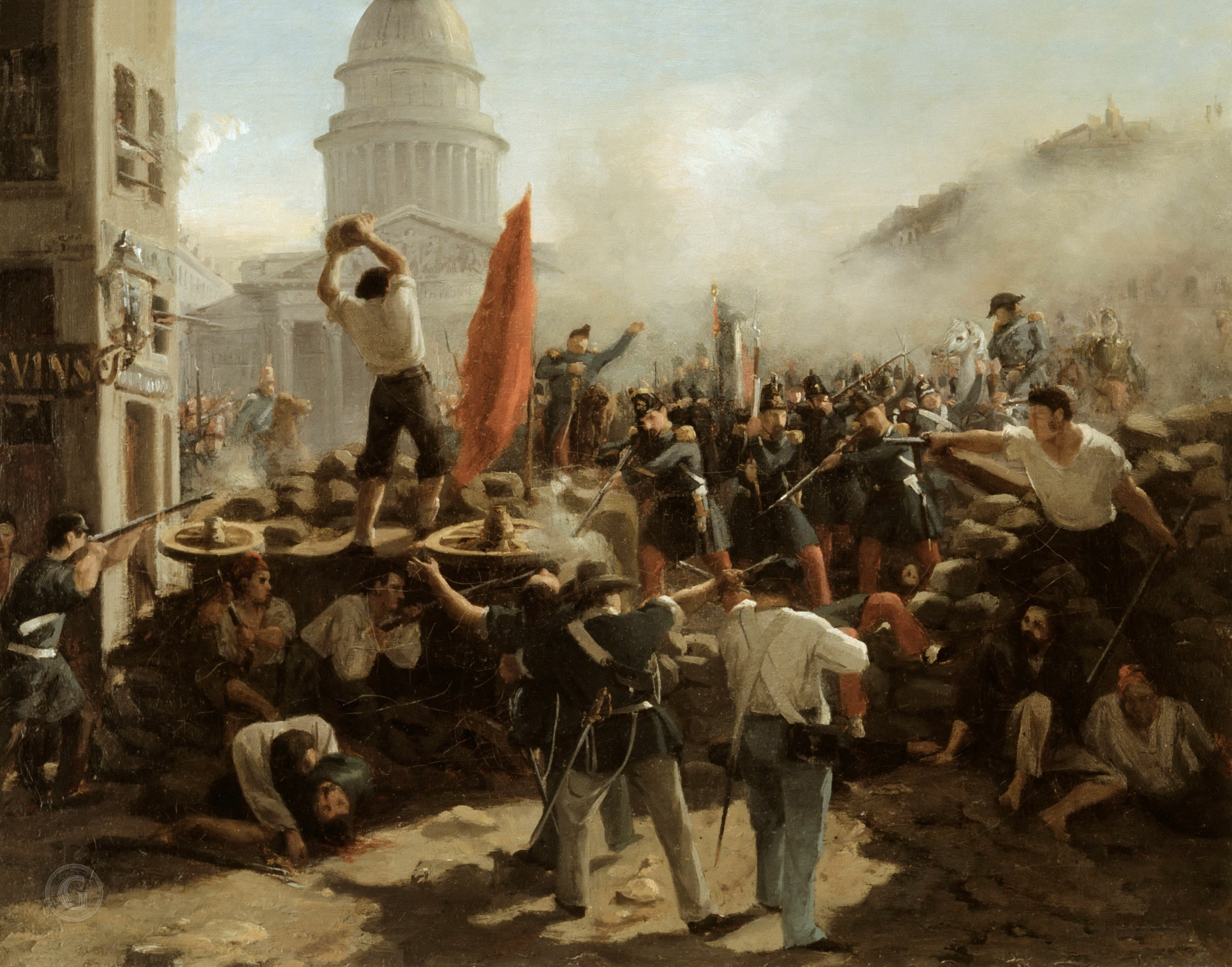
Barricade, rue Soufflot, proche du Panthéon de Paris en 1848, peinture d'Horace Vernet.

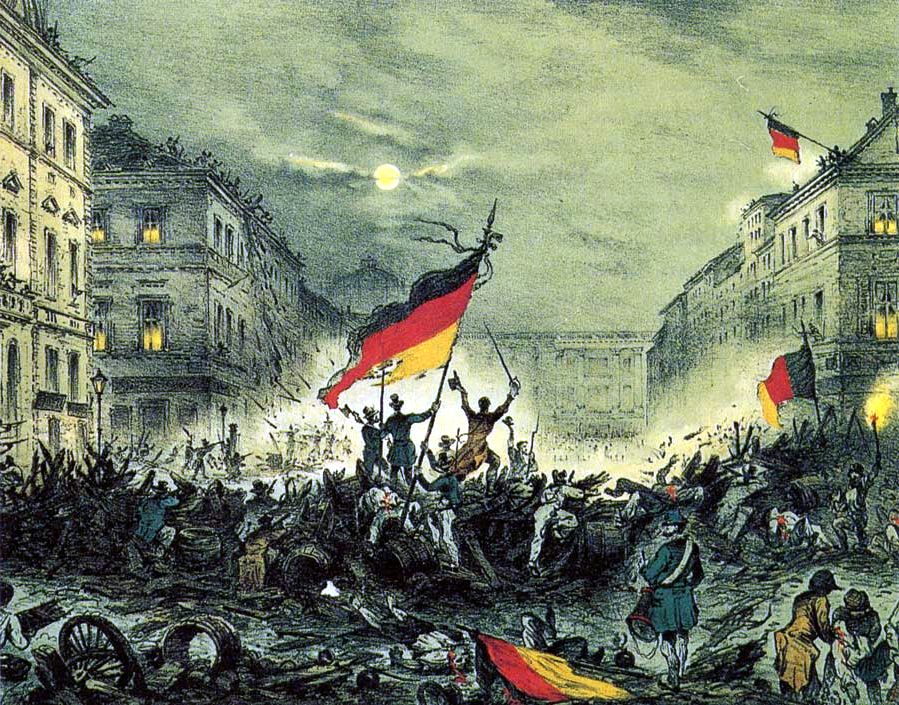
Révolution de Mars 1848 à Berlin.

Le Printemps des peuples ou Printemps des révolutions désigne le mouvement révolutionnaire que connaît une grande partie de l'Europe en 1848, pour l’essentiel entre fin février et début juillet 1848, avec une forte concentration d’événements entre mars et juin, d'où la qualification de « printemps ». Bien que réprimées avec succès, ces crises ont souvent été déterminantes pour l'évolution des pays concernés, notamment l'Allemagne qui, en dépit de l'échec du Parlement de Francfort, s'engage dans la voie de l'unification qui s'achèvera en 1871.
Le chrononyme Printemps des peuples n'est pas contemporain de l'événement. Il n'apparaît en français qu'un siècle plus tard, en 1948, dans le titre d'un ouvrage dirigé par l'historien François Fejtő et consacré aux révolutions de 1848.

## Origines
On peut voir le Printemps des peuples comme une conséquence directe du congrès de Vienne. En effet, les vainqueurs de Napoléon Bonaparte furent tentés d'agrandir le territoire des empires, au détriment des aspirations nationales des révolutionnaires républicains de l'époque. La volonté d'endiguer ces aspirations est consacrée par le Traité qui instaure la Sainte-Alliance (bien que non signée du Royaume-Uni) en 1815. Ignorés, ces mouvements se renforcent.

## Poussée du libéralisme contre le système de Metternich
Le congrès de Vienne restaure les monarchies dans tous les États conquis par la France lors des guerres de la Révolution française ou des guerres napoléoniennes.
Cependant, les courants politiques opposés nés de la Révolution, notamment le libéralisme, ainsi que le nationalisme, progressent. En 1830 en France, Charles X est chassé lors des Trois Glorieuses au profit de Louis-Philippe qui instaure une monarchie plus parlementaire ; la Grèce et la Belgique obtiennent leur indépendance la même année, et les Polonais se soulèvent sans succès en 1830-31 contre l’Empire russe.
Dans les États pontificaux, Pie IX procède en 1846 à un certain nombre de réformes modérées (censure confiée à des laïcs, création d'une garde civique…) mais qui provoquent l'enthousiasme chez les libéraux.

## Déroulement
Dès 1830, Paris s'active. Elle renverse le conservateur Charles X et met en place Louis-Philippe, que l'on appelle le Roi citoyen. Il met en avant le principe de souveraineté nationale, ce qui est la première entorse au Congrès de Vienne qui instaurait le droit d'ingérence. La Pologne, la Belgique, l'Allemagne et l'Italie vont se révolter. Il y a une volonté d'unité nationale chez les trois derniers, d'indépendance chez les premiers. Les paroles du Chant des Allemands sont écrites à cette époque, en 1841. En Italie, on rêve de l'époque antique où l'Italie était unie. C'est le Risorgimento, c'est-à-dire la résurrection. À l'époque, les carbonari sont un puissant mouvement politique italien, bien qu'illégal (combattu à la fois par la Sardaigne et par l'empire d'Autriche). Giuseppe Mazzini, activiste et un des grands dirigeants de ces carbonari, a une forte volonté. Il tente de réaliser l'unité italienne sous la République romaine, avec son ami Garibaldi, mais il échouera. Le compositeur Verdi écrira de la musique italienne pour une Italie unie. Opposé à l'idée d'une indépendance, Metternich déclare : « l'Italie n'est pas un pays mais un terme de géographie » ; Victor Hugo réplique et dit aux Italiens : « N'ayez qu'une pensée, vivre chez vous de votre vie à vous ».
L'année 1848 marque le point culminant et la fin du Printemps des peuples. En France, pour contourner l’interdiction de réunion et d’association instaurée par la monarchie de Juillet, les partisans du suffrage universel, auquel s'oppose le roi, organisent des banquets qui se transforment en discours politiques. En dépit de l'interdiction du rassemblement parisien, les participants se massent le 22 février et des troupes tentent de les disperser violemment. Les échauffourées et manifestations se multiplient dans la capitale et des manifestants sont abattus à proximité du ministère des Affaires étrangères. Le 24, les insurgés prennent d'assaut les Tuileries et font reculer la troupe en plusieurs points de la capitale. Acculé, le roi est renversé et la IIe République est proclamée. Les monarques européens voient leur pouvoir menacé par cette révolution et certains se préparent à la guerre contre la France ; Nicolas Ier de Russie, favorable à la guerre, lance un manifeste : « Pour la justice de Dieu et pour les principes sacrés de l'ordre établi sur les trônes héréditaires ».
À Vienne, la révolte commence le 12 mars. Comme à Paris, les manifestations sont réprimées et les cortèges macabres parcourent les rues. Metternich est contraint de fuir la cour d'Autriche le 13 mars. Des aspirations nationales sont une cause centrale des troubles dans l'empire (beaucoup plus qu'en France). L'aspiration à l'unité allemande se fait de plus en plus forte, mais il y a une question essentielle, bien formulée par les historiens Michel Vernus et Caron : comment concilier l'intégrité autrichienne et réussir à créer un État allemand englobant les territoires de la Confédération et ceux de l'Empire ? Il faudra choisir entre concept de grande Allemagne qui réunit à la fois ce qu'on appelle encore aujourd'hui l'Allemagne et tous les territoires germaniques inhérents à l'empire et la petite Allemagne, déjà unie économiquement avec le Zollverein, et donc sans l'Autriche. De plus, de forts mouvements commencent à Budapest le 3 mars, Prague le 11, contaminent par la suite l'Allemagne, l'Italie, les Vénitiens ensuite. Comme au début du siècle, ils demandent des réformes libérales mais également plus d'autonomie pour les Tchèques et les Hongrois, voire une indépendance totale chez les Italiens (bien qu'ils soient partagés entre monarchistes et républicains).
Malgré la puissance et l'étendue du mouvement, qui épargne uniquement la Russie, le Portugal, et l'Espagne — même si ce dernier est en proie à une guerre civile et que le Royaume-Uni a vu des manifestations libérales sur son sol —, l'aspiration nationale des peuples et parfois même les revendications libérales avortent, dans l'ensemble. Le roi de Prusse concède dans un premier temps une constitution qui garantit l'égalité des citoyens devant la loi. François Joseph, nouvellement arrivé sur le trône d'Autriche, emploie plusieurs formes de démocratie : parlement bicaméral, élections, mais — en réalité — il met en place un néo-absolutisme. Il devient populaire en s'appuyant néanmoins sur une politique nationaliste : exécutif fort, centralisation, germanisation, cléricalisme. Si les monarchies quittent temporairement les capitales — Berlin pour Potsdam, Vienne pour Innsbruck — elles s'en remettent aux armées et à « ce remède universel qu'est l'état de siège », selon la formule de Karl Marx. Le maréchal Radetzky reprend la Lombardie, le maréchal Windischgraetz Prague, puis Vienne. La Hongrie, qui s'était soulevée en un royaume quasi indépendant dirigé par Kossuth, est reconquise. Certaines monarchies emploient également les haines nationalistes comme en Pologne, où les minorités allemandes et juives sont dressées contre la majorité polonaise. Le roi de Naples fait bombarder Naples et Messine en novembre. En décembre, l'armée du roi de Prusse soumet Berlin à l'état de siège. Le roi fait disperser l'assemblée et récuse ses promesses.
Même en France, le calme revient. Le nouveau président de la République se nomme Louis-Napoléon Bonaparte. Neveu de l'empereur, il est partisan d'une société où l'ordre règne. Le 2 décembre 1851, il fait un coup d’État et fonde le Second Empire sous le nom de Napoléon III. On revient donc à un état non démocratique contrariant les élans qui s'étaient exprimés.

## Montée des sentiments nationaux

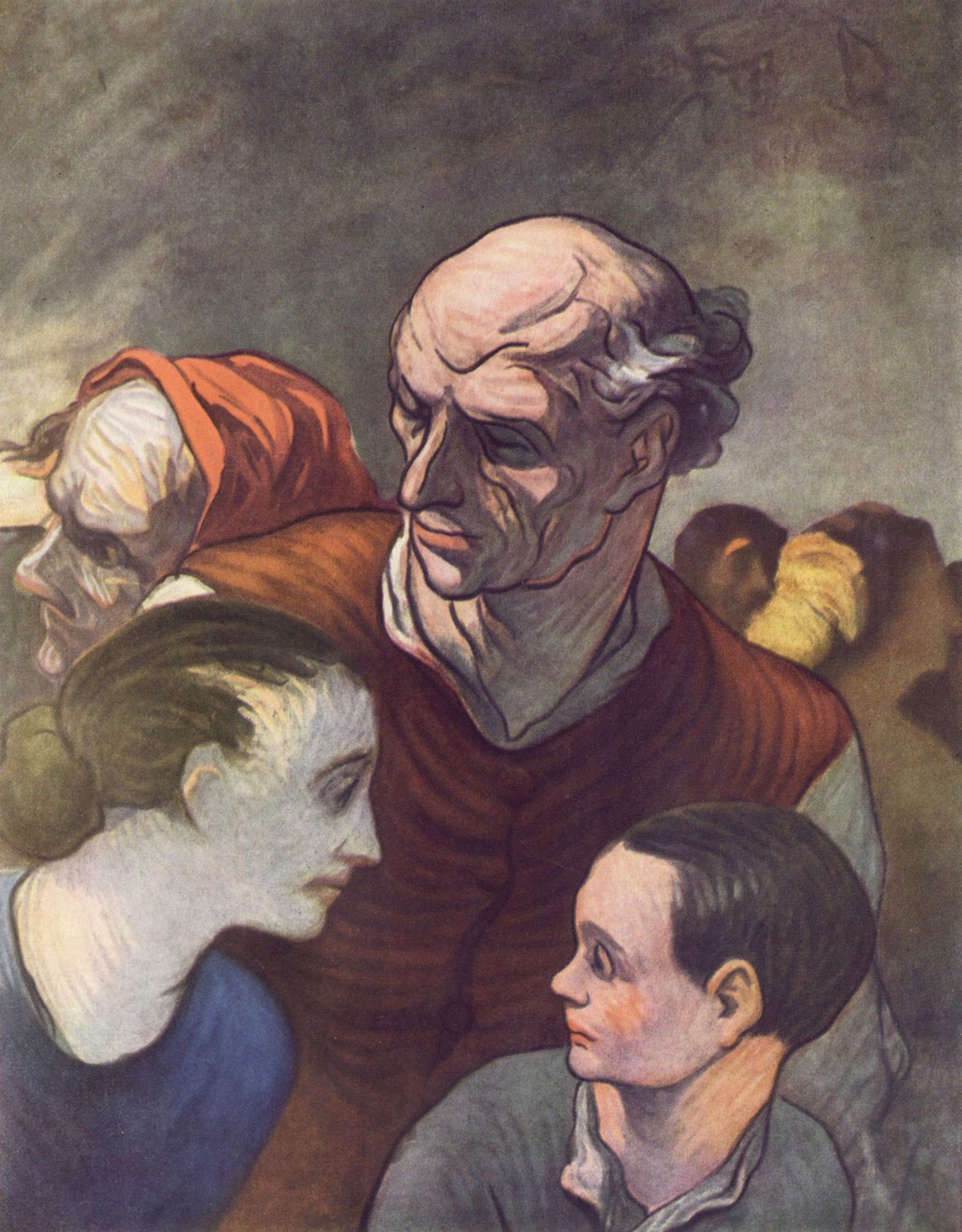
Famille sur les barricades : la représentation rappelle les personnages fictifs d'Éponine et Gavroche lors de l'Insurrection républicaine à Paris en juin 1832.
Peinture réaliste de Honoré Daumier, (1848).

Les sentiments nationaux, liés au romantisme, se nourrissent à la fois d'aspirations d'émancipation sociale et de la mutation des identités populaires qui s'éloignent désormais des fidélités à telle ou telle dynastie, pour s'appuyer sur une langue, une culture, une histoire ou des traditions communes : ainsi les Allemands, les Polonais, les Italiens et les Roumains aspirent-ils à la fois à échapper aux dominations impériales qu'ils subissent, et à s'unir au sein d'un même État ; d'autres peuples comme les Tchèques ou les Hongrois aspirent à retrouver leur indépendance perdue, tandis qu'en France la restauration monarchique, même devenue constitutionnelle, est elle aussi remise en question par les forces républicaines et bonapartistes réunies.
- En France : le peuple de Paris se soulève les 23-24-25 février et renverse Louis-Philippe. Les journées de juin suivantes voient les conquêtes sociales largement remises en cause par le nouveau gouvernement bourgeois. La IIe République se termine par le coup d'État de Louis-Napoléon Bonaparte en 1851. Dans certaines régions comme l'Auvergne le printemps des peuples accentue les revendications de certains républicains notamment sur des questions linguistiques comme Charles-Antoine Ravel.
- Dans la future Italie : la péninsule étant encore morcelée, des révoltes éclatent à Palerme, Naples, en Toscane, dans les États pontificaux, à Milan, etc. Les révolutionnaires prennent des décisions très en avance sur leur temps, comme le vote des femmes[6]. Divers souverains accordent des constitutions. Si l'ordre est ramené presque partout (avec des interventions françaises et autrichiennes), c'est le début de l'unification du pays par le royaume de Piémont-Sardaigne.
- En Allemagne : des émeutes éclatent à Berlin. Frédéric-Guillaume IV de Prusse refuse la couronne impériale que lui offre le Parlement de Francfort et, à la suite des pressions de l'Autriche, la situation antérieure est rétablie en novembre 1850. Il s'agit de la Révolution de mars (Märzrevolution).

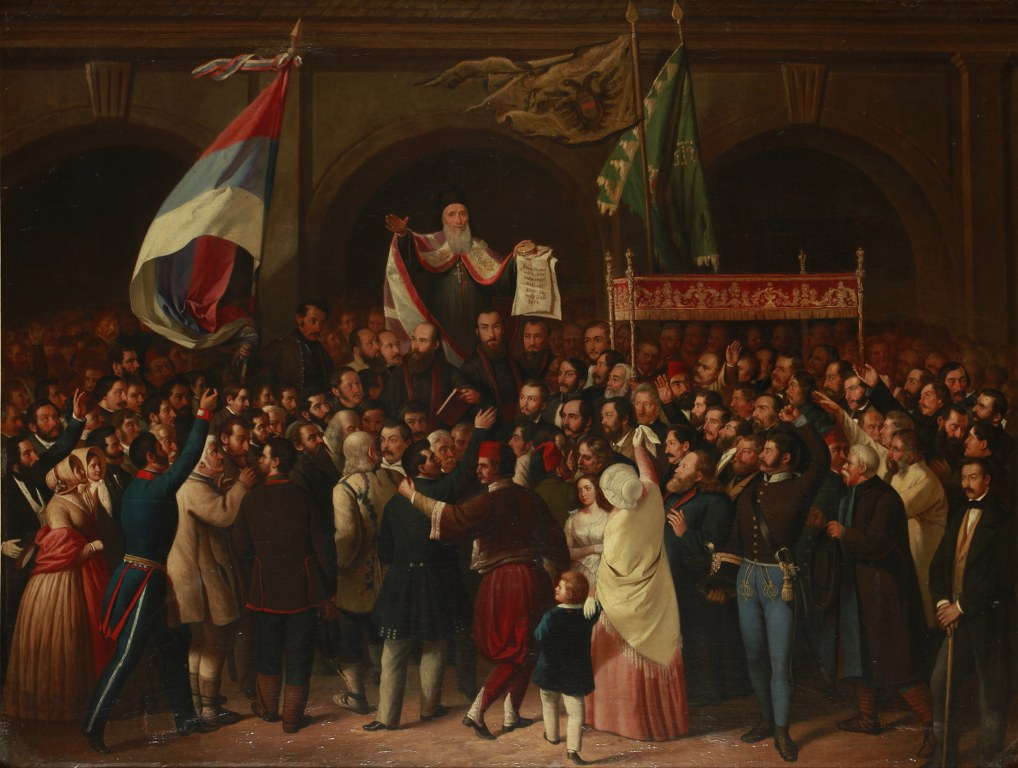
« L'Assemblée de mai » de Pavle Simić, proclamation de la Voïvodine de Serbie à Sremski Karlovci, en mai 1848, alors au sein de l'Empire d'Autriche.

- En Autriche : des émeutes éclatent en mars à Prague et à Vienne. La Bohême est soumise dès le mois de juin, et la capitale en octobre. L'empereur Ferdinand abdique en faveur de son neveu François-Joseph. La faiblesse momentanée de l'Autriche encourage les révolutions hongroise et allemande.
- En Hongrie : le régime féodal est aboli par la Diète. La Voïvodine de Serbie est également proclamée par l'assemblée de mai à Sremski Karlovci, dans l'actuelle Serbie. L'indépendance est proclamée en avril 1849, mais la révolte est écrasée en août suivant par l'Autriche aidée par l'Empire russe. La situation antérieure est rétablie à l'été 1849.
- Dans la future Roumanie : les révolutionnaires roumains se soulèvent dans les Principautés danubiennes et en Transylvanie où Nicolae Bălcescu, Gheorghe Magheru ou Abraham Iancou affrontent les troupes ottomanes aidées par l'Empire russe et les troupes hongroises. La division antérieure est rétablie fin novembre 1848.
- En Pologne : les révolutionnaires polonais se soulèvent sous la direction de Gustaw Potworowski ou de Karol Libelt et affrontent les troupes prussiennes. Ils doivent capituler en mai 1848.

Tandis que les unités allemande et italienne s'accomplissent par étapes, la Prusse des Hohenzollern et l'empire des Habsbourg subissent les poussées centrifuges des aspirations des divers peuples qui les composent, mais se rétablissent, les aspirations des Slaves et des Roumains restent, pour ce moment, lettre morte. Bien que l'Empire russe se pose volontiers en protecteur des peuples slaves de l'Empire d'Autriche et des Balkans ottomans, l'hostilité du régime impérial à tout mouvement d'émancipation sociale ou nationale pousse la Russie à écraser les révolutionnaires des pays autrichiens et des principautés roumaines vassales de la « Sublime Porte » ottomane : le Tsar apparaît dès lors comme le sauveur des Habsbourg et du Sultan turc.

## Liste des révolutions de 1848

La révolution de 1848 en Europe.

- Révolution sicilienne de 1848, alors dans Royaume des Deux-Siciles
- Révolution milanaise de 1848, alors dans le Royaume de Lombardie-Vénétie sous l'emprise de l'Empire d'Autriche
- Révolutions de 1848 dans les États italiens, Italie
- Révolution française de 1848 (février 1848) puis Journées de Juin (juin 1848)
- Révolution allemande de 1848, Allemagne (alors Confédération germanique : Royaume de Prusse, Royaume de Bavière, etc.)
- Révolte des paysans de Galicie de 1846
- Révolution autrichienne de 1848, Empire d'Autriche
- Révolution hongroise de 1848, Royaume de Hongrie
- Révolution roumaine de 1848, Principautés danubiennes et Transylvanie
- Révolution polonaise de 1848, Pologne
- Révolution de Mars 1848 au Danemark
- Guerre du Sonderbund (novembre 1847), en Suisse : les cantons conservateurs sont battus par les forces progressistes qui prennent le pouvoir et imposent une nouvelle constitution en 1848
- Révolution neuchâteloise de 1848, Suisse[9]
- Rébellion de la jeune Irlande (en) (29 juillet 1848)
- Deuxième guerre carliste, Espagne
- Rébellion de mars en Suède (en) (18-19 mars 1848)